# Бановински одбор
Бановински одбор је био самоуправни извршни орган у бановинама Краљевине Југославије.
Бирала су их бановинска већа из своје средине. Одлуке бановинског одбора је могао обуставити бан уколико би их сматрао незаконитим или штетним по државне интересе. На такав потез бана могла се изјавити жалба Државном савету односно министру унутрашњих послова.
Бановински одбори су спремали предлоге бановинских уредаба, а о њима решавало бановинско веће. По предлогу бановинских одбора сваке године у свом првом сазиву бановинска већа су решавала бановински буџет за наредну годину.